# 28 novembre 1911
Le mardi 28 novembre 1911 est le 332e jour de l'année 1911.

## Naissances
- Casamayor (mort le 29 octobre 1988), magistrat et un écrivain français
- Toufic Youssef Aouad (mort le 16 avril 1989), écrivain et diplomate libanais
- Boris Peskine (mort le 31 octobre 1991), cinéaste et déporté franco-russe
- Nestor Rombeaut (mort le 10 février 2005), homme politique français

## Décès
- Gustave de Rothschild (né le 17 février 1829), banquier français
- Paul Lafargue (né le 15 janvier 1842), journaliste, économiste, essayiste, écrivain et homme politique socialiste français

## Autres événements
- Sortie du film The Telltale Knife
- Les bâtiments allemands quittent définitivement la baie d'Agadir